# بولیت
بولیت (به انگلیسی: Bullitt) فیلمی درام و دلهره‌آور به کارگردانی پیتر ییتس محصول سال ۱۹۶۸ ایالات متحده است. فیلم اقتباسی از رمان شاهد بی‌صدا اثر رابرت ال. فیش است و موفق شد جایزه اسکار بهترین تدوین و نامزدی اسکار بهترین میکس صدا را به‌دست آورَد. صحنه‌های تعقیب‌وگریز ماشینیِ فیلم در سان‌فرانسیسکو از تأثیرگذارترین نمونه‌های تعقیب‌وگریز در سینما به‌شمار می‌رود.
بولیت در سال ۲۰۰۷ از سوی فهرست ملی ثبت فیلم کتابخانه کنگره واجد اهمیت «فرهنگی، تاریخی یا زیبایی‌شناسی» تشخیص داده شد و در فهرست محافظت قرار گرفت.

## بازیگران
- استیو مک‌کوئین
- رابرت وان
- ژاکلین بیست
- دن گوردون
- رابرت دووال
- نورمن فل
- سیمون اوکلند
- ویک تایبک